# Göta studentkår
För andra betydelser, se Göta.
Göta studentkår är en studentkår vid Göteborgs universitet och Sveriges näst största studentkår, räknat i antalet representerade helårsstudenter.
Göta studentkår bildades 2010 genom en sammanslagning av Filosofiska Fakulteternas Studentkår, Utbildningsvetenskapliga Studentkåren vid Göteborgs universitet och Haga Studentkår. Kårens historia kan spåras till 1891 då Göteborgs Högskolas studentförening grundades. Göta studentkår är den största kåren vid Göteborg universitet och representerar samtliga studenter vid Göteborgs universitet inom humanistiska, naturvetenskapliga, samhällsvetenskapliga och utbildningsvetenskapliga fakulteten, IT-fakulteten samt studenter vid lärarutbildningsnämnden, vilket totalt ger cirka 18 500 representerade helårsstudenter. Göta studentkår tilldelades kårstatus av Göteborgs universitet den 29 april 2010.

## Organisation

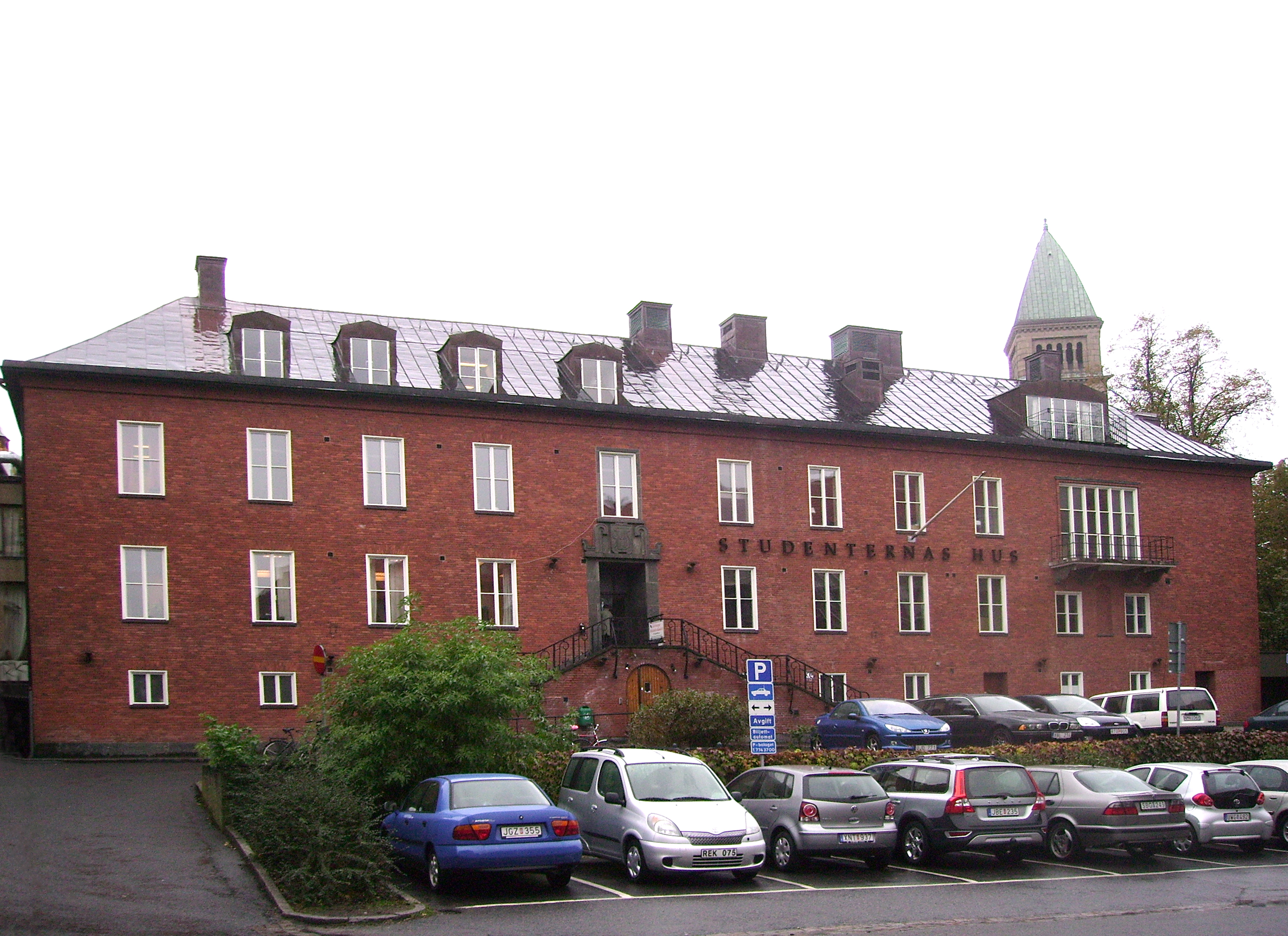
Studenternas hus, Götabergsgatan 17, Göteborg, säte för Göta studentkår. Uppfört av Göteborgs Högskolas Studentkår 1932.

Göta studentkårs högsta beslutande organ är fullmäktige.   Fullmäktige består av 21 ledamöter som väljs genom direkta val där alla Göta studentkårs ordinarie medlemmar har rösträtt.  

### Sektioner
Göta studentkår representerar studenter på grundnivå, avancerad nivå och doktorander vid fem av Göteborgs Universitets fakulteter och organisatoriskt är verksamheten indelad i sektioner motsvarande dessa fakulteter.  Vid sektionerna finns en lokal sektionsstyrelse vilken bland annat utser studentrepresentanter på fakultetsnivå och organiserar studenterna inom fakulteten. Vid respektive sektion finns även student- och doktorandgrupper där medlemmar som studerar inom samma institution, program, ämne eller motsvarande organiseras för att bedriva utbildningsbevakning för studenterna de representerar och/eller arrangera sociala aktiviteter för medlemmar och övriga studenter. 
Sektionerna är följande:
- Göta studentkårs humanistsektion, kontor på Renströmsgatan 6, Humanisten.
- Göta studentkårs IT-sektion, kontor på vån 4, Patriciahuset, Lindholmen.
- Göta studentkårs naturvetarsektion, kontor på Medicinaregatan 7B, Natrium.
- Göta studentkårs samhällsvetarsektion, kontor på Sprängkullsgatan 19, Campus Haga.
- Göta studentkårs utbildningsvetenskapliga sektion, kontor på Pedagogen, hus C.

## Kårföreningar
Till Göta studentkår finns knutet ett antal fristående föreningar genom särskilt avtal, benämnda kårföreningar. Organiseringen av kårföreningarna har genom åren varierat, men sedan 2011 krävs att alla kårföreningar är egna juridiska personer och att de uppfyller vissa villkor, så som att en viss andel av deras medlemmar ska vara medlemmar i Göta studentkår. Det finns över 20 kårföreningar vid Göta studentkår, bland annat:
- Studentgrupp Europa[6]
- Filosofspexet
- Patriciabaletten
- Tongångarne

## Historik

### FFS historia
I samband med grundandet av Göteborgs högskola 1891 bildades den frivilliga studentföreningen Göteborgs Högskolas Studentförening, en frivillig studentförening vid Göteborgs högskola. Vid kårobligatoriets införande 1907 upplöstes studentföreningen och ersattes av Göteborgs Högskolas Studentkår (GHS). Göteborgs högskolas studentkår verkade som studentkår från 18 februari 1907, till 1954. 
1954 bildades Göteborgs universitet och samtidigt skapades studentkåren Göteborgs Universitets Studentkår (GUS).  Göteborgs Högskolas Studentkår ombildades samtidigt till studentförening (fakultetsförening) vid universitetets filosofiska fakultet, med namnet Filosofiska Fakultetens Studentförening. Då den filosofiska fakulteten vid universitetet delades upp i flera fakulteter 1961 ändrades namnet till Filosofiska Fakulteternas Studentförening. Fakultetsföreningarna övertog allt mer av studentkårens funktioner och Göteborgs Universitets Studentkår upphörde i praktiken som organisation under 1970-talet. Då den nya studentkårsförordningen trädde i kraft 1983 ansökte Filosofiska Fakulteternas Studentförening om kårstatus och då Göteborgs Universitets studentkårer inte gjorde detta upphörde organisationen. Under kommande decennier växte och förändrades universitetet och när Filosofiska Fakulteternas upphörde för att bilda Göta studentkår representerade FFS från hela eller delar av fem olika fakulteter.

### SLUGs historia
Tidiga elevsammanslutningar fanns vid lärarutbildningar i Göteborg, bland annat den frivilliga elevkåren Göteborgs Folkskoleseminariums elevkår. 1962 bildades Lärarhögskolan i Göteborg och samtidigt bildades den obligatoriska studentkåren  Lärarhögskolans i Göteborg studentkår. Vid lärarhögskolans införlivande i Göteborgs universitet 1977 bytte studentkåren namn till  Elevkåren vid Göteborgs universitet i Mölndal och fortsatte att organisera de utbildningar som tidigare varit placerade vid lärarhögskolan. Flera mindre kårer införlivades i Elevkåren vid Göteborgs universitet i Mölndal, såsom  Elevkåren vid institutionen för förskollärarutbildning 1983, Elevkåren vid institutionen för vårdlärarutbildning 1985/1986 och Studentkåren vid institutionen för slöjd och hushållsvetenskap 1989/90. Kåren bytte namn till Studentkåren för lärarutbildningen vid Göteborgs universitet (SLUG) vid årsskiftet 1989/1990. Då fakulteten bytte namn till Utbildningsvetenskapliga fakulteten ändrades även kårens namn vid årsskiftet 2000/2001 till Utbildningsvetenskapliga Studentkåren vid Göteborgs Universitet, men förkortningen SLUG behölls. 

### Hagas historia
1944 började socionomutbildningen i Göteborg och kallades då socialinstitut. Samtidigt bildades en studentkår för studenterna vid socialinstitutet. 1963 bytte socialinstituten namn till socialhögskolor och medlemskap i studentkåren blev då obligatoriskt. 1977 införlivades socialhögskolan i Göteborgs universitet. Kåren bytte 1983 namn till Studentkåren vid institutionerna för förvaltningshögskolan och Socialt Arbete vid Göteborgs Universitet (SIFS-GU). Studenter vid Programmet med inriktning mot personal- och arbetslivsfrågor införlivades i kåren 1997 (från att tidigare ha organiserats av FFS) och kåren bytte även namn till Haga Studentkår. 1999 införlivades institutionen för social omsorg vid Göteborgs universitet i Institutionen för Socialt arbete och i samband med detta övertog Haga Studentkår organiseringen av dessa studenter. 2004 införlivades journalisternas studentkår SKJUT i Haga Studentkår. 